# 横浜東宝会館
横浜東宝会館（よこはまとうほうかいかん）は、かつて神奈川県横浜市中区住吉町5-59にあった映画館。

## 略歴
1956年3月27日、六部興行の元、株式会社横浜東宝会館が設立され、横浜・馬車道沿いの横浜宝塚劇場斜向かいに4スクリーンを有する地上4階、地下1階建てのビルが開館した。こけら落としは美空ひばり主演の『ジャンケン娘』（杉江敏男監督、1955年）であった。
1962年10月1日に株式会社化し1966年9月24日に千代田土地建物株式会社と改称する。
1981年に横浜東宝劇場を分割して、一方を横浜東宝エルムとして、5スクリーン化。それと同時に東宝名画座が東宝シネマ2に改称される。
1999年9月10日、みなとみらい地域にワーナーマイカルみなとみらい（現・イオンシネマみなとみらい）が入居する横浜ワールドポーターズが完成。みなとみらいに客足を徐々に奪われたことや、建物の老朽化も重なり2001年11月29日をもって閉館。同年の大ヒット作であった『千と千尋の神隠し』（宮崎駿監督）等を最終上映として45年に及ぶ歴史の幕を閉じた。
2003年6月9日、跡地に横浜東宝ビルが新築完成。同ビル内にリッチモンドホテル横浜馬車道が入居している。その後、横浜市内の東宝系映画館は、2007年3月15日に開業した「TOHOシネマズららぽーと横浜」（都筑区池辺町）へと引き継がれている。

## 各館の特徴

### スクリーン
| 横浜東宝会館のスクリーン | 横浜東宝会館のスクリーン | 横浜東宝会館のスクリーン | 横浜東宝会館のスクリーン |
| スクリーン               | 階数                     | 座席数                   | 設備                     |
| ------------------------ | ------------------------ | ------------------------ | ------------------------ |
| 横浜東宝シネマ1          | 地下1階                  | 320席                    | SR                       |
| 横浜東宝シネマ2          | 地下1階                  | 320席                    | SR                       |
| 横浜東宝                 | 1階                      | 617席                    | SRD・SRD-EX              |
| 横浜東宝エルム           | 2階                      | 340席                    | SRD・SRD-EX・DTS         |
| 横浜スカラ座             | 4階                      | 622席                    | DTS                      |

### 横浜東宝
1階の洋画専門館で、70mmの上映設備もあるややフラットな同会館主要のスクリーン室。
| 公開年 | タイトル                       |
| 1977年 | 「獄門島」                     |
| 1980年 | 「影武者」、「ブラックホール」 |
| 1982年 | 「トロン」、「少林寺」         |
| 1984年 | 「ゴーストバスターズ」         |
| 1997年 | 「タイタニック」               |
| 1998年 | 「GODZILLA」                   |

シリーズ作品
- 『エイリアン』シリーズ（全4作）
- 『スター・ウォーズシリーズ』（『エピソード4』から『エピソード6』）
- 『ターミネーターシリーズ』（『1』から『2』まで）
- 『バック・トゥ・ザ・フューチャーシリーズ』（全3作）

### 横浜スカラ座
4階にあるスタジアム型の座席と大画面を持つ同会館最大級のスクリーン室。
| 公開年 | タイトル                                                                  |
| 1976年 | 「犬神家の一族」                                                          |
| 1979年 | 「ルパン三世 カリオストロの城」                                           |
| 1981年 | 「21エモン 宇宙へいらっしゃい!」＆「ドラえもん ぼく、桃太郎のなんなのさ」 |
| 1982年 | 『アニー』（日本語版）                                                    |
| 1984年 | 「さよならジュピター」、「Wの悲劇」＆「天国にいちばん近い島」             |
| 1985年 | 「乱」                                                                    |
| 1986年 | 「アリオン」                                                              |
| 1987年 | 「竹取物語」                                                              |
| 1988年 | 「星の王子 ニューヨークへ行く」                                           |

シリーズ作品
- 『スタートレック』シリーズ（Ⅱ、Ⅲ）
- 『がんばれ!! タブチくん!!』シリーズ（第1弾、第2弾）
- 『ロボコップ』シリーズ（1、3）

### 横浜東宝シネマ1・2
地下1階の左側は邦画専門のシネマ1と右側は洋画専門のシネマ2という双子の映画館で、入ったら即2階席になっている。同じ地下1階にはそば屋「東宝そば処」や飲食店「東宝飯店」も併設していた。

#### シネマ1
| 公開年 | タイトル         |
| 1982年 | 「三等高校生」   |
| 1983年 | 「Love Forever」 |
| 1987年 | 「ケニー」       |

シリーズ作品
- 『ゴジラ』シリーズ（『ゴジラ』から『ゴジラ×メガギラス G消滅作戦』まで、『GODZILLA』（日本語吹き替え版）も）
- 石坂浩二の金田一耕助シリーズ（『悪魔の手毬唄』、『女王蜂』、『病院坂の首縊りの家』）
- 『ドラえもん』シリーズ（『のび太の恐竜』から『のび太と翼の勇者たち』まで）
- たのきんトリオスーパーヒットシリーズ（全6作）

#### シネマ2
横浜東宝名画
| 公開年 | タイトル                        |
| 1978年 | 「ルパン三世 ルパンVS複製人間」 |

シネマ2
| 公開年 | タイトル                                                 |
| 1980年 | 「がんばれ!! タブチくん!! 初笑い第3弾 あゝツッパリ人生」 |
| 1981年 | 「ビアンカの大冒険」＆「プーさんと大あらし」             |
| 1982年 | 「シンデレラ」＆「わんわん物語」                         |
| 1983年 | 「きつねと猟犬」＆「バンビ」、「ピノキオ」＆「ダンボ」   |
| 1985年 | 「ルパン三世 バビロンの黄金伝説」                        |
| 1990年 | 「ロボコップ2」                                          |
| 1997年 | 「スタートレック ファーストコンタクト」                  |

### 横浜東宝エルム
横浜東宝の2階席だった部分を改装。スロープが他の映画館に比べてかなり急、そして横に広い割りには奥行きがないという作りに特徴がある。
| 公開年 | タイトル                                                         |
| 1984年 | 「ピーター・パン」＆「眠れる森の美女」、「ドーバー海峡殺人事件」 |
| 1985年 | 「白雪姫」＆「おしゃれキャット」                                 |
| 1987年 | 「シンデレラ」＆「ふしぎの国のアリス」                           |
| 1989年 | 「スタートレックV 新たなる未知へ」                               |
| 1993年 | 「クレヨンしんちゃん アクション仮面VSハイグレ魔王」              |
| 1994年 | 「幽☆遊☆白書 冥界死闘篇 炎の絆」                                 |

シリーズ作品
- ルパン三世シリーズ（『くたばれ!ノストラダムス』、『DEAD OR ALIVE』）
- 名探偵コナンシリーズ（『14番目の標的』から『天国へのカウントダウン』まで）